# Šibenski Funcuti
Šibenski Funcuti su hrvatska navijačka skupina iz Šibenika, osnovana 10. travnja 1983. godine u Šibeniku.

## Povijest
Udruga navijača "Šibenski funcuti" osnovana je 10. travnja 1983. godine, dan nakon legendarne treće utakmice završnice prvenstva SFRJ odigrane između momčadi Šibenke i Bosne. Šibenka je pobijedila goste rezultatom 83:82, koševima Dražena Petrovića s linije slobodnih bacanja, nakon što je glavni sudac Ilija Matijević dosudio prekršaj Sabita Hadžića na Draženu Petroviću, i to sa zvukom sirene. U gradu je nastalo nezapamćeno slavlje, no već sutradan, po političkom nalogu, iz Beograda stiže odluka o poništenju utakmice, odnosno da se odigra nova odlučujuća utakmica na neutralnom terenu, u novosadskom SPENS-u. Uprava i igrači Šibenke donose jednoglasnu odluku da se na utakmicu u Novi Sad ne putuje, u čemu ih potom podržavaju svi šibenski navijači. Pod utjecajem tih događaja nastaju Šibenski funcuti. 
U Šibeniku je navijanja bilo i puno prije spomenute 1983. godine, i to, navodno, još od 1979. godine, samo što nije bila riječ o organiziranom navijanju, kao što i navijači nisu imali svoje službeno ime. Funcuti nisu samo košarkaški navijači; s jednakim žarom oni bodre klubove i u ostalim sportovima – u nogometu, malom nogometu i vaterpolu.
Funcuti su u bivšoj SFRJ slovili kao jedni od najluđih i najvjernijih navijača, iako brojno nikada nisu konkurirali drugim navijačkim skupinama. To prvenstveno vrijedi za košarku, no treba napomenuti i da se na Šubićevcu za vrijeme bivše države stvarala itekako zavidna atmosfera, iako je šibenski nogometni klub nastupao pretežno u drugoj saveznoj ligi. Zavidne su bile brojke Funcuta i na vaterpolskim utakmicama Solarisa, u vrijeme dok su se utakmice još odigravale na bazenu smještenom u turističkom naselju Solaris, odnosno preko ljetnih vremena na otvorenom bazenu smještenom u gradskoj četvrti Crnica, na kojem bi se "natiskalo" i do četiri tisuće ljudi, iako je isti primao 2500 ljudi.
Veliki broj pripadnika Šibenskih funcuta sudjelovao je u Domovinskom ratu. Osamostaljenjem Hrvatske, Funcuti postaju još jači i bolji pa sredinom 90-ih prošlog stoljeća slove kao, otprilike, peta po redu skupina na tzv. navijačkoj ljestvici, odmah iza neprikosnovenih Torcide i BBB-a te uvijek jakih i brojnih, Armade i Kohorte.
Funcuti su aktivni i na gostovanjima gdje prate svoje ljubimce diljem Hrvatske. Poznato je da su za vrijeme bivše države Funcuti, kao jedni od prvih hrvatskih navijačkih skupina uopće, gostovali u inozemstvu. Bilo je to početkom 80-ih u sklopu završnice kupa Koraća koja je igrana u Padovi između Šibenke i Limogesa. Šibenka, nažalost, nije osvojila trofej, međutim Funcuti su se iskazali u navijačkom smislu stvorivši pravu dalmatinsku atmosferu usred Italije. Funcuti su i prva hrvatska navijačka skupina koja je nakon Domovinskog rata organizirano otputovala na gostovanje u zemlju agresora Srbiju (tada još zajedničku saveznu državu Srbiju i Crnu Goru); bilo je to 8. siječnja 2005. godine na utakmici između Crvene zvezde i Šibenke u beogradskom Pioniru, u sklopu jadranske Goodyear lige, koja je završila rezultatom 81:70 u korist domaćina.
Poznati su i dalmatinski derbiji između Šibenika i Hajduka, kao i Šibenika i Zadra u HNL-u, odnosno derbiji Šibenke i Zadra u Premijer košarkaškoj ligi. 
Sezona 2009./2010. šibenskog nogometnog kluba pod vodstvom Branka Karačića, ostala je povijesna za šibenski nogomet; HNK Šibenik osvojio je 4. mjesto u prvenstvu, po prvi put izborivši nastup na europskoj sceni, i to kvalifikacije za UEFA-inu Europsku ligu, igrajući protiv malteške Slieme i ciparskog Anorthosisa. Ostvaren je te godine i najveći uspjeh na domaćoj sceni u povijesti kluba – izborena je završnica kupa, gdje u dvije utakmice (2:1 u Splitu, odnosno 0:2 u Šibeniku) Šibenčani nisu uspjeli biti bolji od splitskog Hajduka.
Boje Šibenskih funcuta tradicionalne su šibenske boje – narančasta i crna.

## Šibenski funcuti danas
Mnogo navijača, tzv. stara garda, zaradila je zabrane, iako se do 2013. godine uvijek aktivno i u velikom broju navijalo. Od jeseni 2017. godine, na utakmicama uglavnom djeluje mlađa dob. 
Unatoč zabranama, Funcuti i danas bilježe rekorde posjećenosti na derbi utakmicama sa sinjskim, splitskim i zadarskim klubovima. 